# Flegmasia
Flegmasia é o termo habitualmente usado para descrever o importante edema, com dor, nos membros inferiores, em casos de tromboses venosas profundas que atingem as veias ilíacas e mesmo a veia cava inferior.
Há dois tipos:
- Flegmasia cerulea dolens, quando existe cianose, com grave comprometimento circulatório [1]

- Flegmasia alba dolens, quando não há cianose, mas sim palidez devido à isquemia secundária ao comprometimento do fluxo arterial por cessação do retorno venoso. É a situação menos frequente e mais grave.